# Cathédrale des Canaries
La cathédrale des Canaries ou cathédrale Sainte-Anne (en espagnol : catedral de Canarias ou catedral de Santa Ana) est une cathédrale catholique située dans la ville de Las Palmas de Gran Canaria sur la plaza Santa Ana, dans la communauté autonome des Îles Canaries, en Espagne. Elle est le siège du diocèse des Canaries (province de Las Palmas).
Elle est l'un des monuments les plus importants de l'archipel, d'où son classement en bien d'intérêt culturel. Elle a été élevée au rang de basilique mineure en 1894. Malgré son nom, elle n'est pas la seule cathédrale dans les îles Canaries, car à Tenerife il y a la cathédrale de La Laguna.

## Histoire
Peu après la conquête de Grande Canarie par les troupes castillanes, la construction a commencé en 1497. Les Rois catholiques ont ainsi marqué leur victoire sur les autochtones, qu'il fallait évangéliser. Après l'achèvement de la première phase de construction en 1570, les travaux ont été suspendus pendant plus de 200 ans.
Jusqu'en 1819, Santa Ana à Las Palmas de Gran Canaria était la seule cathédrale des îles Canaries. En 1819, les îles Canaries furent divisées en deux diocèses. L'ancienne église paroissiale Nuestra Señora de los Remedios à San Cristóbal de La Laguna est devenue la cathédrale du nouveau diocèse de Tenerife qui s'étend sur les îles occidentales.

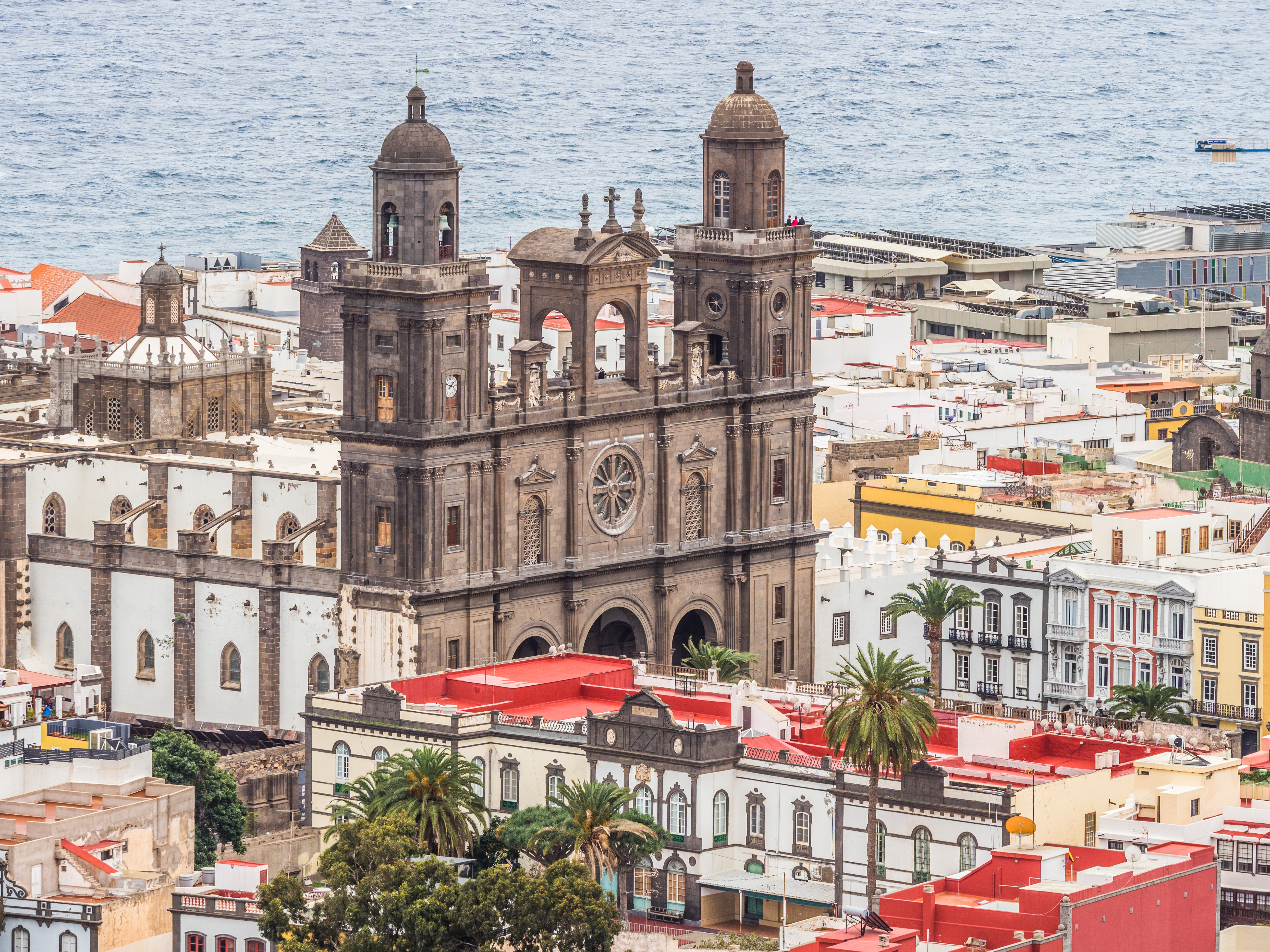
Situation de la cathédrale.
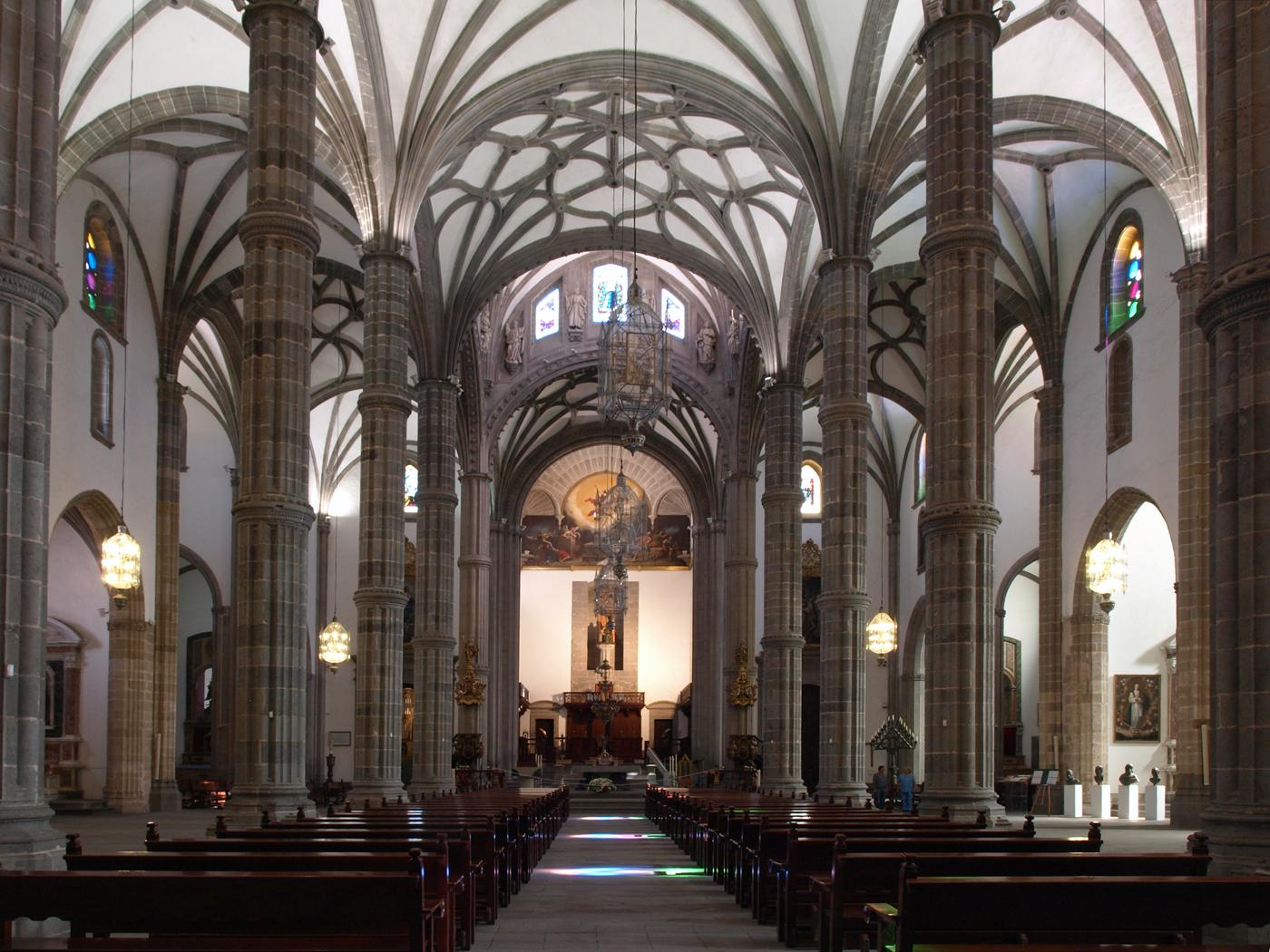
Intérieur de la cathédrale.

## Description
La cathédrale est une église-halle à trois nefs, avec un mélange de différents styles architecturaux. La partie arrière de l'intérieur de l'église et les chapelles du bas-côté gauche sont de style gothique. Cependant, comme la période de construction s'est étendue sur près de quatre siècles, les styles architecturaux suivants ont également été appliqués : la nef latérale droite date de la période de la Renaissance, la chapelle San-Fernando du baroque, et le dôme de l'époque de l'historicisme. La façade ouest néoclassique a été construite selon les plans du sculpteur et architecte Luján Pérez. 

## Source
- (es) Cet article est partiellement ou en totalité issu de l’article de Wikipédia en espagnol intitulé « Catedral de Canarias » (voir la liste des auteurs).